# The Sabres of Paradise
The Sabres of Paradise fue un grupo británico de música electrónica originario de Londres. Estaba formado por Andrew Weatherall, Jagz Kooner y Gary Burns.

## Historia
The Sabres of Paradise se formaron en Londres, Inglaterra en 1992. Andrew Weatherall formó el grupo con los ingenieros Jagz Kooner y Gary Burns y se convirtió en responsable de las raves del almacén Sabresonic. El álbum de estudio debut del grupo, Sabresonic, fue lanzado en 1993. Alcanzó el puesto número 29 en el UK Albums Chart. La revista musical NME lo nombró el 23º mejor álbum de 1993. El grupo lanzó Haunted Dancehall en 1994. Este alcanzó el puesto número 57 en el UK Albums Chart. NME lo nombró el 47.º mejor álbum de 1994. Fue incluido en la lista 1001 álbumes que debes escuchar antes de morir del diario británico The Guardian. El grupo lanzó Sabresonic II en 1995. Alcanzó el puesto número 88 en el UK Albums Chart.
El grupo se disolvió en 1995. Weatherall pasó a formar Two Lone Swordsmen con Keith Tenniswood, mientras que Kooner y Burns continuaron trabajando junto con The Aloof.

## Estilo e influencias
En 2011, el entonces jefe de música de BBC Radio 1, Christopher Price, destacó el remix In the Nursery de "Haunted Dancehall" como el estilo de música que se reproduciría en la radio pop para preparar a las audiencias antes de cortar a un anuncio de noticias importantes como la muerte de la Reina.

## Discografía

### Álbumes de estudio
- Sabresonic (Warp, 1993)
- Haunted Dancehall (Warp, 1994)
- Sabresonic II (Warp, 1995)

### Recopilatorios
- Septic Cuts (Sabres of Paradise, 1994)
- Deep Cuts (Sabres of Paradise, 1994)
- Versus (Warp, 1995)

### Sencillos
- "Smokebelch II" (Warp, 1993)
- "United" (Sabres of Paradise, 1993)
- "Theme" (Sabres of Paradise, 1994)
- "Wilmot" (Warp, 1994)
- "Wilmot II" (Warp, 1994)
- "Jam J" (Fontana Records, 1994) (con James)
- "Haunted Dancehall (As Performed by In the Nursery)" (Warp, 1995)
- "Duke of Earlsfield (LFO Mix)" / "Bubble & Slide (Nightmares on Wax Mix)" (Warp, 1995)
- "Tow Truck (Chemical Brothers Mix)" / "Tow Truck (Depth Charge Mix)" (Warp, 1995)
- "Ysaebud" (Special Emissions, 1997)[12]
- "Lick Wid Nit Wit" (Elastic Dreams, 2018)[13]